# ملكة أوفير مع المجوهرات الذهبية

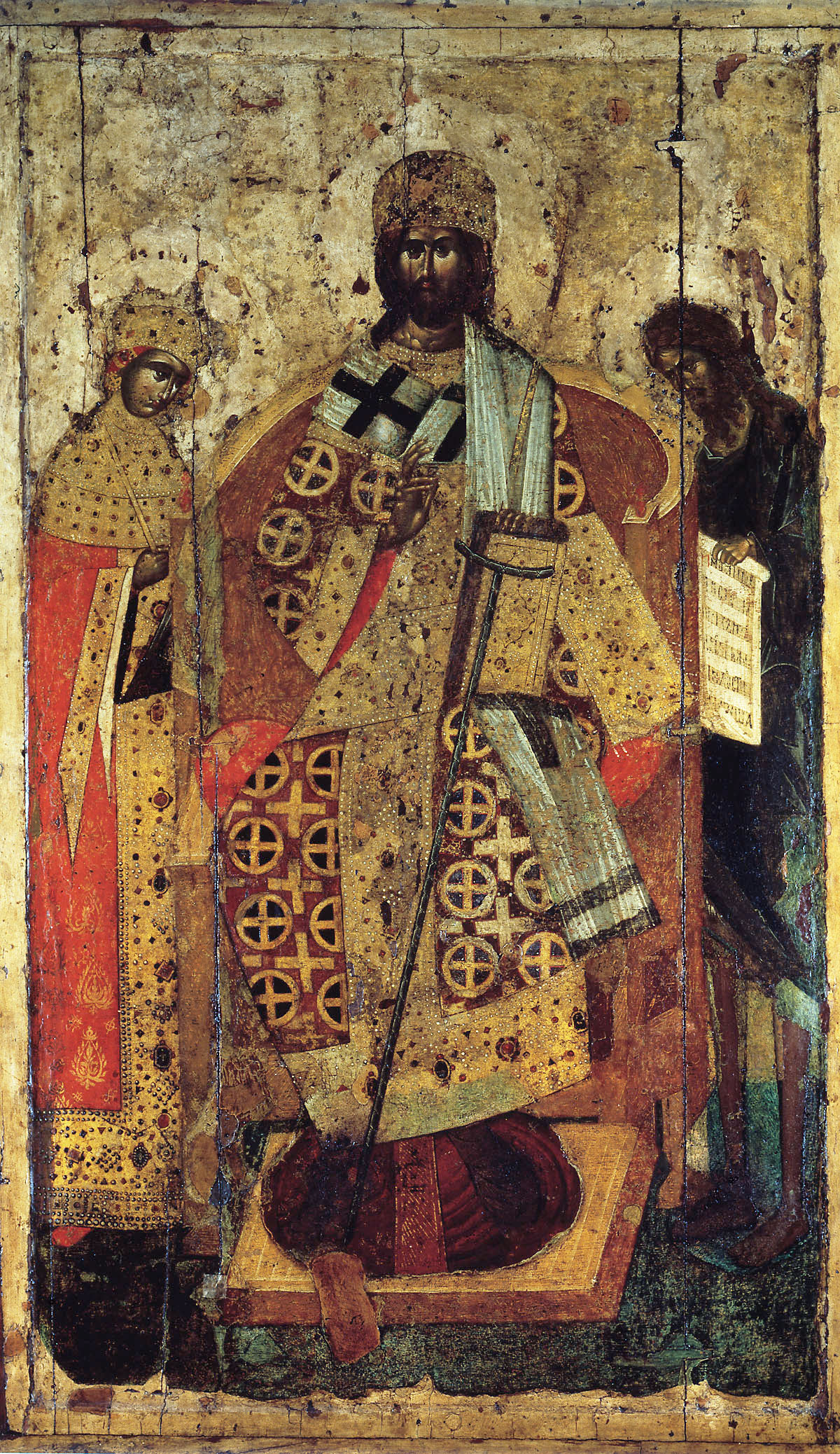
الأيقونة الروسية "الملكة على يمينها"، كاتدرائية رقاد السيدة العذراء مريم، موسكو

ملكة أوفير ذات المجوهرات الذهبية هي شخصية توراتية، تظهر في المزمور 45 من كتاب المزامير .  وهي تعتبر شخصية نبوية للسيدة مريم العذراء . تعليق على ترجمة الكتاب المقدس الكاثوليكية الجديدة (NBC): يؤكد الكتاب المقدس أن "العهد الجديد والنهائي يشمل جميع الشعوب. وقد استُلهمت الليتورجيا من هذا المزمور للاحتفال بالإنجاز الأروع لهذا العرس الصوفي: العذراء مريم، الملكة وعروس الملك، والذين تبعوها واختاروا المسيح عريسًا لهم." 
يخبرنا إنجيل يعقوب الأول أنه عندما أُرسلت مريم، وهي في الثالثة من عمرها، إلى الهيكل من قبل والديها، رافقتها إلى وجهتها مجموعة من العذارى، يحملن شموعًا اثنتين اثنتين. هناك استقبلها الكاهن، الذي بعد أن قبلها، باركها وهتف: - لقد عظم الرب اسمك قبل كل الأجيال، لأنه في نهاية الزمان، سوف يظهر فيك فدائه لأبناء إسرائيل.  وبذلك تحققت نبوءة المزمور 44 (45)، بأن العروس ستُقدم للملك بواسطة حاشية من العذارى الأخريات. تتحدث الآيات الأولى عن أجمل أبناء البشر جميعًا، الممتلئ بالنعمة والبركات الأبدية، المدافع البطل عن الحقيقة والعدالة، هذا هو يسوع المسيح، المسيا وابن الله.  تشير الآية 10 إلى أن هذه الملكة العذراء تجلس عن يمين الملك، وهو رمز للشرف العظيم. الآيتان ١٤ و١٥، كما فسّرهما القديس مكسيموس ، تتحدثان عن ابنة هذا الملك، التي كشفت سابقًا عن نفسها بأنها الله نفسه (الآية ٧)، وكيف قدّمت نفسها له بكل جمال، بملابس مطرزة بالذهب وملابس متعددة الألوان. وشرح سابقًا (الآية ١٢) أن جمال العذراء يسحر الملك، أبوها، مما يُظهر لنا أن جمال وفخامة ملابسها يُمثّلان الألوان المتنوعة لفضائلها المختلفة والقيمة الثمينة، كما لو كانت من الذهب، لجميع صفاتها التي تزيّنت بها طوال نموها. 

## التفسير على أنه مريم العذراء
تعتقد الكاثوليكية أن النصف الثاني من المزمور 45 يتحدث عن العذراء مريم . إنها "ملكة أوفير الذهبية" (الآية 9)؛ وجمالها، الذي رغب فيه الملك، ليس في مظهرها الخارجي، بل في قلبها (الآية 13)؛ والكنيسة ممثلة بالعذارى اللاتي يرافقنها (الآية 14)، واللواتي يكرمنها (الآية 12). ولكي نفهم هذا، علينا أولاً أن نفهم مكانة الملكة في العهد القديم . الملكة لم تكن زوجة الملك، بل أمه. كان للملك زوجات كثيرات، ولكن أمه واحدة فقط.   وتتشارك الكنيسة الأرثوذكسية أيضًا في نفس التفسير مع الكنيسة الكاثوليكية.  